# Апий Клавдий Крас (трибун 403 пр.н.е.)
Вижте пояснителната страница за други личности с името Апий Клавдий Крас.
Апий Клавдий Крас Инрегиленсис (на латински: Appius Claudius Crassus Inregillensis) e римски политик.

## Биография
Той е син на Апий Клавдий Крас, (консулски военен трибун 424 пр.н.е.) и баща на Апий Клавдий Крас Инрегиленсис Сабин, (диктатор 362, консул 349 пр.н.е.).
През 403 пр.н.е. той е консулски военен трибун.